# Nesima (métro de Catane)
Nesima est une station de la ligne unique du métro de Catane. Elle est située dans le quartier de Nesima à Catane, sur l'île de Sicile en Italie.
Elle constitue un pôle d'échanges avec la gare de Nesima desservie par les circulations sur la ligne à voie métrique Ferrovia Circumetnea.

## Situation sur le réseau

Carte du métro

Établie en surface, Nesima est pendant plusieurs années la station terminus ouest de la ligne unique du métro de Catane. Elle est située avant la station San Nullo, en direction du terminus sud-est Stesicoro.
Elle dispose des deux voies de la ligne encadrées par deux quais latéraux.

## Histoire
La station Nesima, inaugurée le 30 mars est mise en service le 31 mars 2017, lors de l'ouverture à l'exploitation du prolongement de 3,1 km depuis Borgo. Elle devient ainsi le terminus provisoire de la ligne,,.

## Services aux voyageurs

### Accès et accueil
La station dispose de quatre bouches, équipées d'escaliers fixes et d'escaliers mécaniques, ainsi que deux ascenseurs directs du quai/surface. La station est accessible aux personnes à la mobilité réduite. Elle est équipée d'automates pour l'achat de titres de transport.

### Desserte
Nesima est desservie par les rames qui circulent sur la ligne unique du réseau, entre Nesima et Stesicoro.

### Intermodalité
La station est en correspondance directe avec la gare de Nesima desservie par les trains circulants sur la Ferrovia Circumetnea.
Un important parking, le Parcheggio Nesima AMTS, pour les véhicules est établi au nord-ouest des voies, accessible par la via Frà Mauro. À proximité, un arrêt de bus est desservi par les lignes 421, 601 628N 628R, 632, 642 et 702.

## À proximité
Se situe le complexe sportif de Nesima, avec notamment la salle de sport PalaNesima (it) et la Piscina di Nesima (it), l'Hôpital Garibaldi, l'église de San Pio X et des complexes scolaires.